# Vernon Wallace Thomson

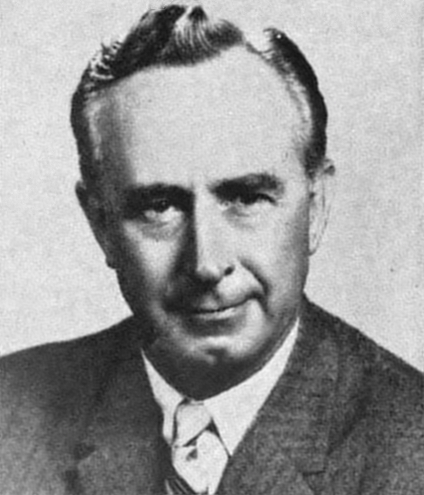
Vernon Wallace Thomson (1965)

Vernon Wallace Thomson (* 5. November 1905 in Richland Center, Wisconsin; † 2. April 1988 in Washington, D.C.) war ein US-amerikanischer Politiker (Republikanische Partei) und von 1957 bis 1959 der 34. Gouverneur des Bundesstaates Wisconsin.

## Frühe Jahre
Thomson absolvierte im Jahr 1923 die Richland Center High School. Zwischen 1923 und 1925 besuchte er das Carroll College in Waukesha und dann bis 1927 die University of Wisconsin–Madison. Von 1927 bis 1929 verdiente er sich sein Geld als Lehrer an der Viroqua High School, ehe er dann mit einem Jurastudium, wieder an der University of Wisconsin, seine Ausbildung abschloss. Nach seiner im Jahr 1932 erfolgten Zulassung als Rechtsanwalt begann er diesen Beruf neben seinen politischen Tätigkeiten auszuüben.

## Aufstieg in Wisconsin
Zwischen 1933 und 1935 war Thomson stellvertretender Bezirksstaatsanwalt. Danach fungierte er von 1933 bis 1937 sowie nochmals von 1942 bis 1944 als Anwalt der Stadt Richland Center. Zwischen 1944 und 1951 war er außerdem Bürgermeister dieses Ortes. Gleichzeitig saß er von 1935 bis 1951 als Abgeordneter in der Wisconsin State Assembly, wobei er zeitweise als Präsident dieses Gremiums amtierte. Seit 1945 war er Fraktionsleiter der republikanischen Abgeordneten. In den Jahren 1936, 1940, 1952 und 1956 war er jeweils Delegierter zur Republican National Convention. Die nächste Stufe seines politischen Aufstiegs war das Amt des Attorney General von Wisconsin, das er zwischen 1951 und 1957 bekleidete. Im Jahr 1957 wurde er gegen den Demokraten William Proxmire zum neuen Gouverneur seines Staates gewählt.

## Gouverneur von Wisconsin
Thomson trat sein Amt am 7. Januar 1957 an. In seiner zweijährigen Amtszeit wurde ein Gesetz zur Einschränkung des Einflusses von Lobbyisten auf die Regierung und das Parlament erlassen. Auch ein Gruppenversicherungssystem für die Angestellten im öffentlichen Dienst wurde erlassen und das Rentensystem wurde reformiert. Im Jahr 1958 scheiterte sein Versuch, von den Wählern in seinem Amt bestätigt zu werden. Nach dieser Wahlniederlage musste er am 5. Januar 1959 sein Amt aufgeben. Im Jahr 1960 wurde Thomson in das Repräsentantenhaus der Vereinigten Staaten gewählt. Dort verblieb er bis zu seinem Rücktritt am 31. Dezember 1974. Zwischen 1975 und 1979 und nochmals im Jahr 1981 war er Mitglied der Bundeswahlkommission (Federal Election Commission). Thomson starb im April 1988; er war mit Helen Davis verheiratet, mit der er drei Kinder hatte.